# Рябинокизильник
Рябинокизильник (лат. ×Sorbocotoneaster [=Sorbus × Cotoneaster]) — род деревянистых растений семейства Розовые (Rosaceae). Включает единственный вид — Рябинокизильник Позднякова (Sorbocotoneaster ×pozdnjakovii) — межродовой природный гибрид между рябиной сибирской (Sorbus sibirica (Hedl.) Prain) и кизильником черноплодным (Cotoneaster melanocarpus Fisch. ex Blytt).
Вид назван в честь советского ботаника Льва Константиновича Позднякова.

## Распространение и экология
Эндемик России. Ареал ограничен долиной среднего течения р. Алдан (от г. Томмот до устья р. Учур). Встречается в основном на каменистых, мелкопрофильных, мерзлотных, дерново-карбонатных оподзоленных или скрыто оподзоленных почвах. Вид обладает довольно широкой экологической амплитудой, с одной стороны, является факультативным кальцефилом, так как часть его местонахождений относится к сосновым и лиственнично-сосновым лесам (редко — к открытым каменистым склонам), растущим на карбонатных материнских породах, а с другой — встречается на нейтральных почвах в составе высокосомкнутых лиственничных и смешанных лесов.

## Ботаническое описание

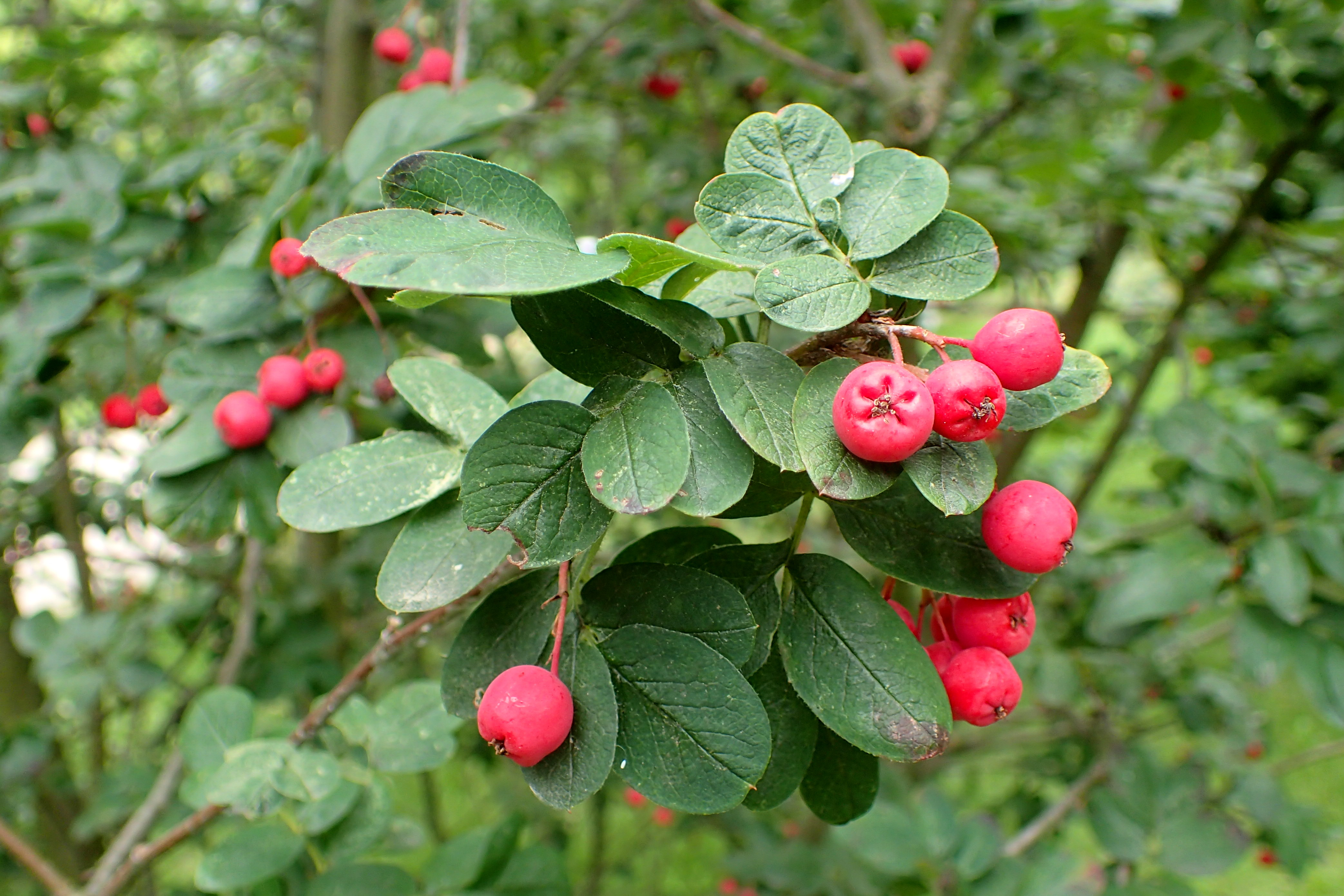
Листья и плоды

Листопадный кустарники, в природных условиях достигает 2—3 м высоты, с немногими, обычно двумя-тремя, тонкими (2—3 см в диаметре) стволами; поросли не образует. Молодые побеги тонкие, сначала волосисто-войлочные, позднее — рассеянно-волосистые; годовалые — тёмно-пурпуровые или бурые, блестящие; у 3-4-летних ветвей кора коричневая или коричнево-серая, продольно-морщинистая, с лупящейся серой кожицей, почки 3-5 мм длиной, 2—3,5 мм шириной, конические или яйцевидно-конические, несколько сжатые, острые; наружных чешуй две, кожистые желтовато-коричневые или тёмно-коричневые. Черешок в 3,5—8 раз короче пластинки, листья широкие, в очертании яйцевидные, 3,2—7,2 см длиной и 3—7 см шириной, все, за исключением немногих, сложные непарноперистые, с одной-тремя парами супротивных листочков. Боковые листочки эллиптические или продолговатоэллиптические.
Листочки верхней пары частью с широким основанием, прирастающим к стержню, или более или менее срастаются, почти всегда несимметрично с конечным листочком, в некоторых случаях почти целиком. Благодаря частичному срастанию трёх верхних листочков верхняя часть листа нередко асимметрично рассечена. Некоторые боковые листочки снабжены одним верхним прилистником, приросшим к верхней части основания листочка. Прилистник зелёный. Пары листочков расположены близко одна к другой, и листочки соприкасаются своими краями. Изредка встречаются листья, состоящие из двух супротивных листочков, сросшихся своими основаниями. Листья сверху матовые, усаженные редкими белыми волосками, длинными, паутинообразными, снизу светлые, серовато-зелёные, с довольно густым опушением из таких же тонких, но переплетающихся волосков, образующих рыхлый, разреженный войлок. Боковые жилки в числе пяти-шести пар, на нижней стороне выдающиеся.
Соцветия на концах коротких облиственных (с двумя-тремя листьями) веточек, развивающихся из боковых почек, прошлогоднего удлинённого побега, или чаще их верхушечной почки прошлогоднего укороченного побега. Соцветие состоит из двух (очень редко из одной) кистей, выходящих из верхней пазухи листа. Кисти пониклые, простые, из двух-четырёх цветков, собранные в виде небольшого щитка. Ось кисти вместе с верхней плодоножкой 1,2—2,5 см длиной, негусто опушена тонкими длинными волосками. Плод — округлое яблоко 8—11 мм длиной. Плоды съедобны, но суховатые и пресные, с небольшим объёмом мякоти.

## Охрана
Вид внесён в Красные книги России и некоторых субъектов России: Республика Саха (Якутия) и Хабаровский край.
Вид выращивается в ботанических учреждениях России (Главный ботанический сад, Ботанический сад БИН РАН, Дендрологический сад СевНИИЛХ, Уральский сад лечебных культур лесотехнической академии, Ботанический сад Иркутского государственного университета, Ботанический сад Московского государственного университета, Центральный Сибирский Ботанический сад, Дендрологический сад Национального парка «Плещеево озеро», Ботанический сад Мордовского государственного университета, Ботанический сад НИИ аграрных проблем Хакасии, Якутский ботанический сад СО РАН и других).